# Draw Poker

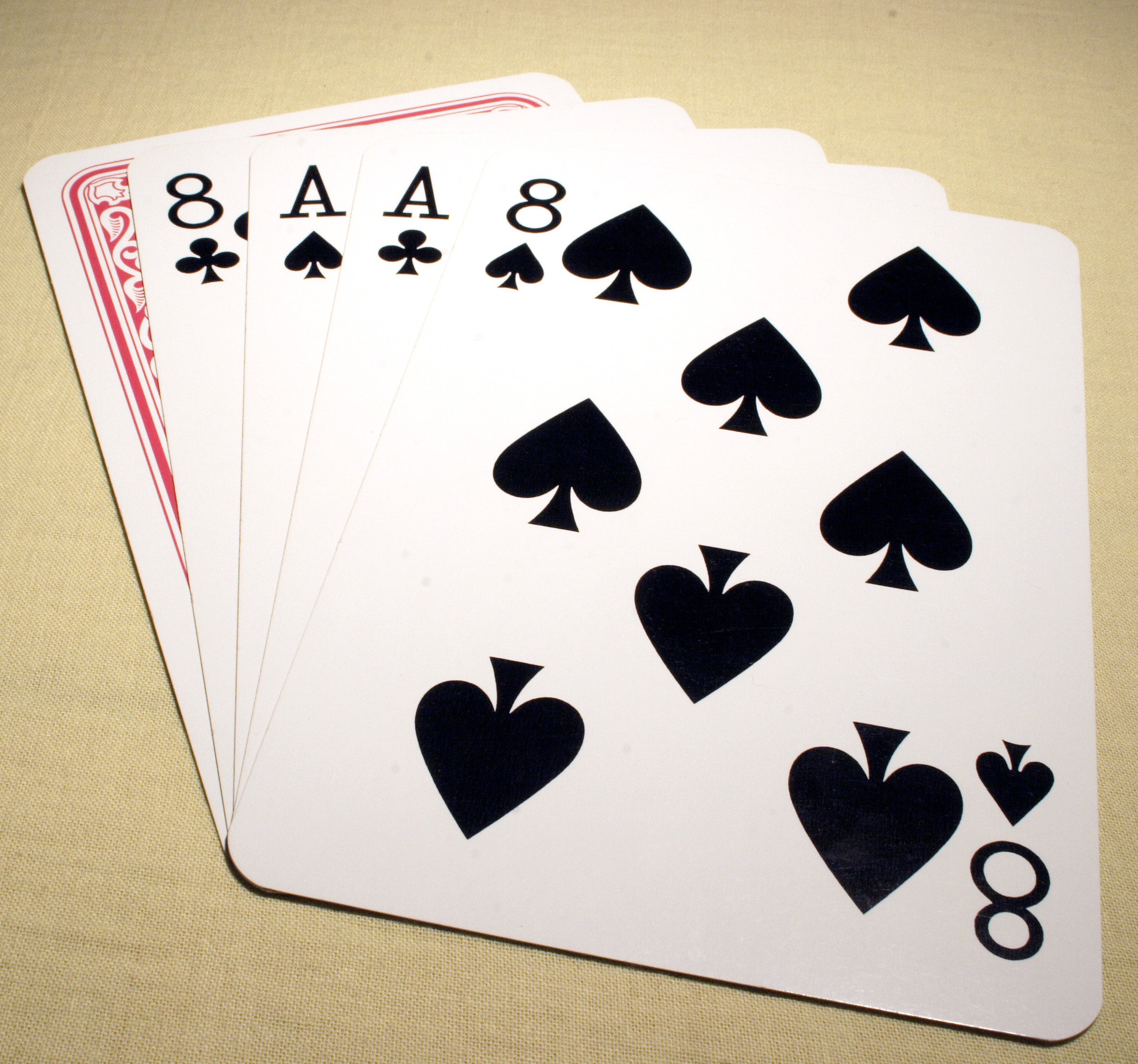
Draw Poker war die bevorzugte Pokervariante im Wilden Westen. Als Wild Bill Hickok einmal eine Hand mit Assen und Achten hielt, wurde er rücklings erschossen, seither wird dieses Blatt Dead Man’s Hand genannt.

Draw Poker, seltener auch Geschlossenes oder Verdecktes Poker genannt, war lange Zeit die bekannteste Variante des Kartenspiels Poker, wurde aber in Casinos, bei Turnieren und im Online-Poker weitgehend von Varianten mit offen liegenden Karten verdrängt. Als Freizeit-Spiel zur Unterhaltung (Homegames) ist es nach wie vor verbreitet. Kennzeichnend ist das Spielen mit vollständig verdeckten Karten und somit eine starke psychologische Komponente.
Zu Draw Poker zählen alle Varianten, bei denen der Spieler eine bestimmte Anzahl von Karten, meistens fünf, erhält, und daraus eine Hand bilden muss. Dazu hat er die Möglichkeit, bestimmte Karten zu tauschen.

## Varianten des Draw Poker
- Five Card Draw
- Triple Draw
- Badugi